# Oranienburg (stad)
Oranienburg is een plaats in de Duitse deelstaat Brandenburg. Het is de Kreisstadt van de Landkreis Oberhavel. De stad telt 45.492 inwoners en heeft de status van Große kreisangehörige Stadt.

## Indeling van de gemeente
De gemeente Oranienburg bestaat uit de gelijknamige Kernstadt, en uit acht Ortsteile.
Dit zijn: 
- Sachsenhausen (ten N (noorden) van de stad Oranienburg), waar het beruchte concentratiekamp heeft gestaan
- Germendorf (ten W van de stad Oranienburg)
- Lehnitz (aan het meer Lehnitzsee, direct ten O van de stad Oranienburg)
- Schmachtenhagen (ten O van de stad Oranienburg, aan de B 273)
- Friedrichsthal (ten NO van Sachsenhausen), met circa 2.000 inwoners
- Malz (ten NO van Friedrichsthal)
- Wensickendorf (ten O van Schmachtenhagen, aan de B 273), en
- Zehlendorf (ten N van Wensickendorf); niet dezelfde plaats als Berlin-Zehlendorf.

Al deze Ortsteile, behalve Sachsenhausen, waren tot 2003 zelfstandige gemeentes. In oktober van dat jaar zijn deze dorpen in het kader van een gemeentelijke herindeling bij de gemeente Oranienburg gevoegd.

## Geografie
Oranienburg heeft een oppervlakte van 163,9 km² en ligt in het oosten van Duitsland, circa 35 km ten noorden van het centrum van Berlijn.

### Aangrenzende gemeenten
In de richting van de wijzers van de klok, beginnend in het noorden: 
- Löwenberger Land
- Liebenwalde
- Wandlitz (Landkreis Barnim)
- Mühlenbecker Land
- Birkenwerder
- Hohen Neuendorf
- Velten
- Leegebruch, direct ten westen van de stad
- Oberkrämer
- Kremmen.

## Infrastructuur

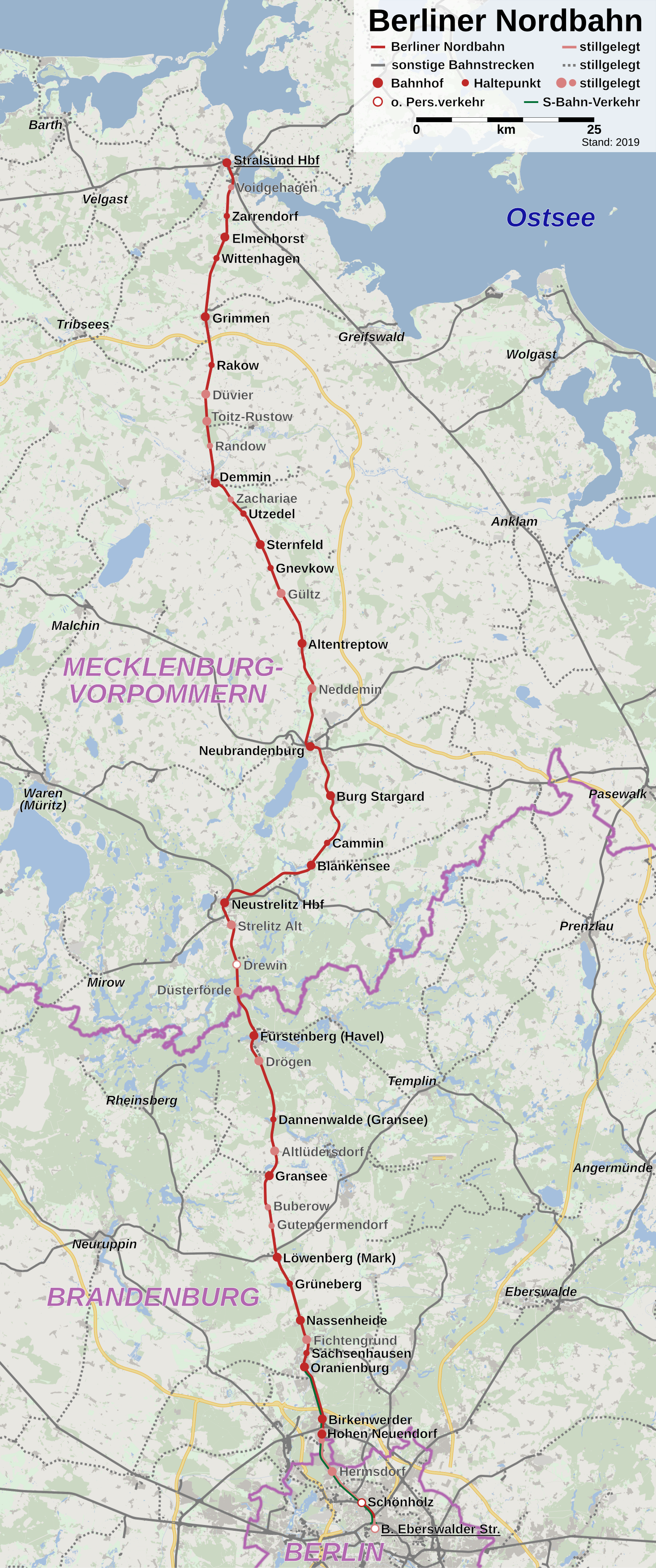
Kaart Berliner Nordbahn
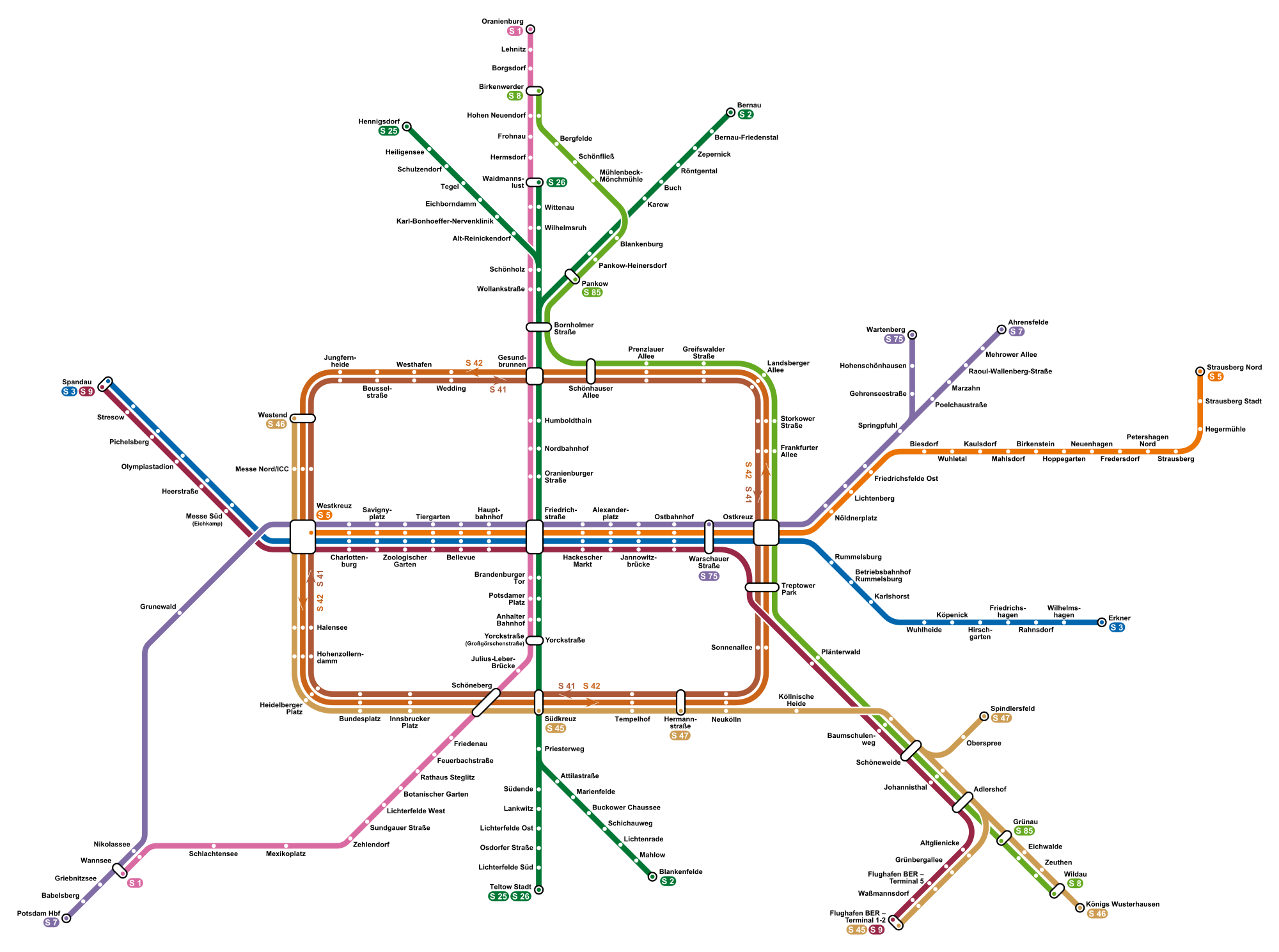
Lijnennetkaart S-Bahn Berlijn: lijn S1 (noordwaarts) is lichtpaars ingetekend.
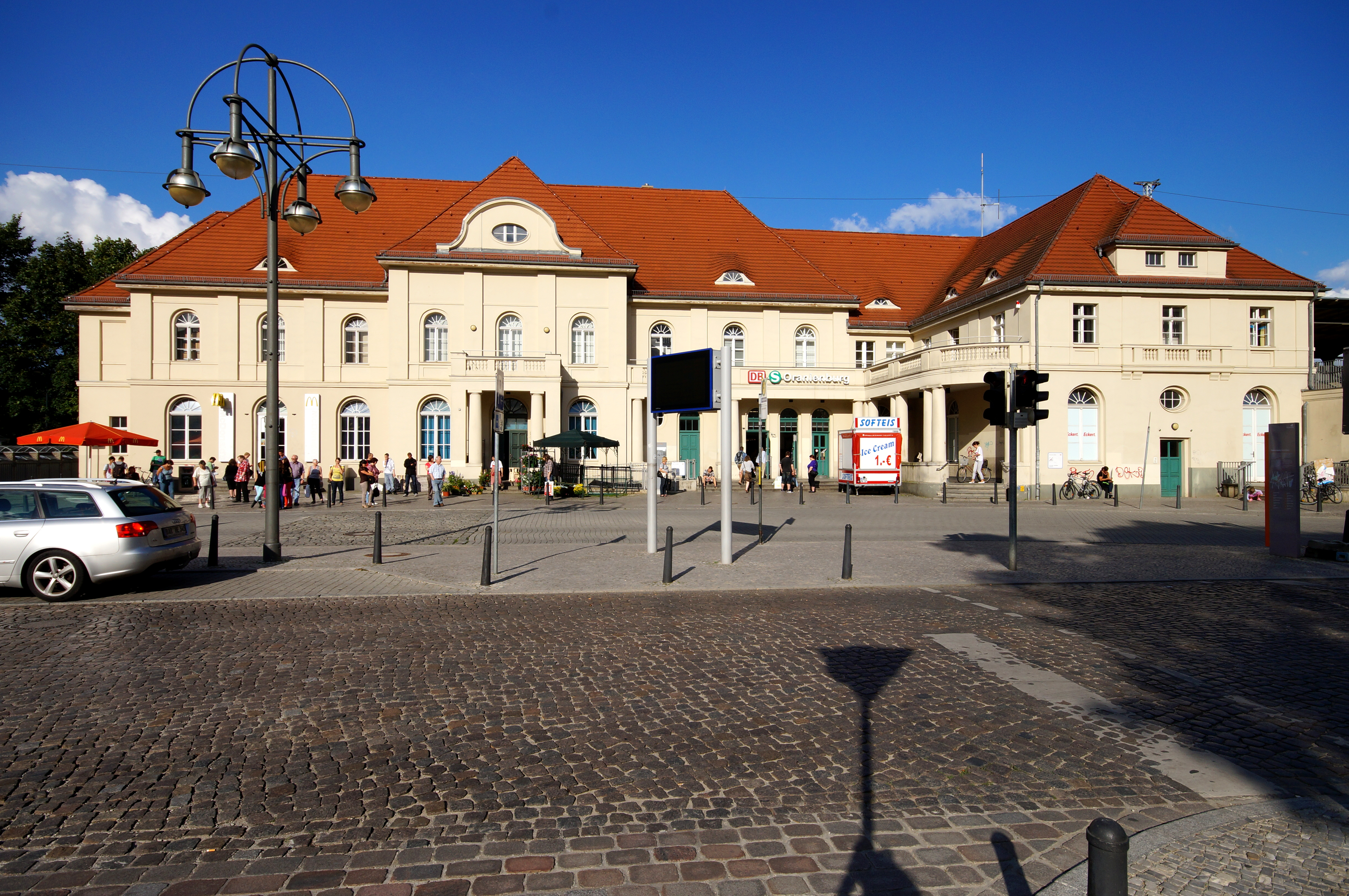
Station Oranienburg
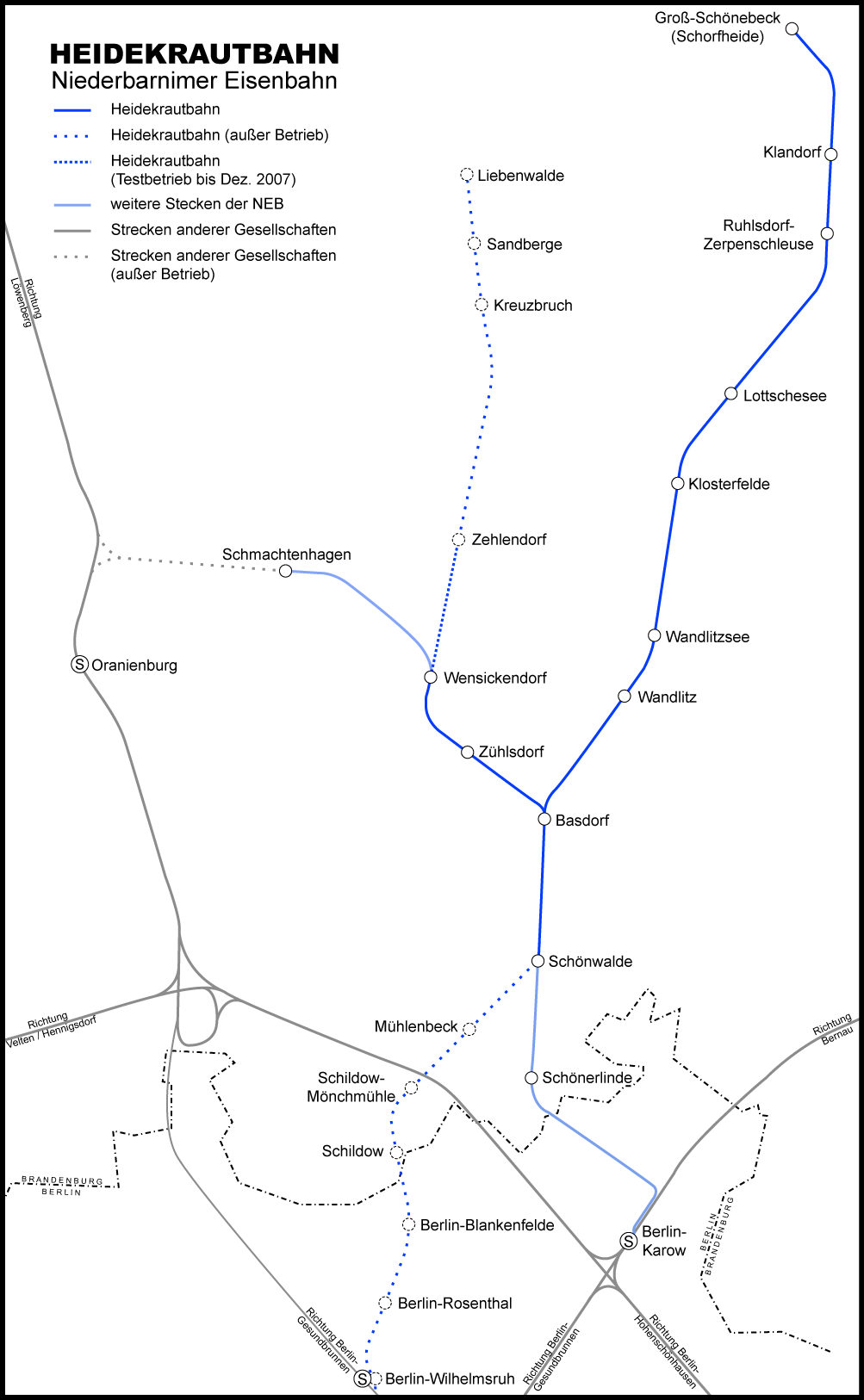
Kaart spoorlijntjes Heidekrautbahn
Kaart van de waterwegen rondom Oranienburg
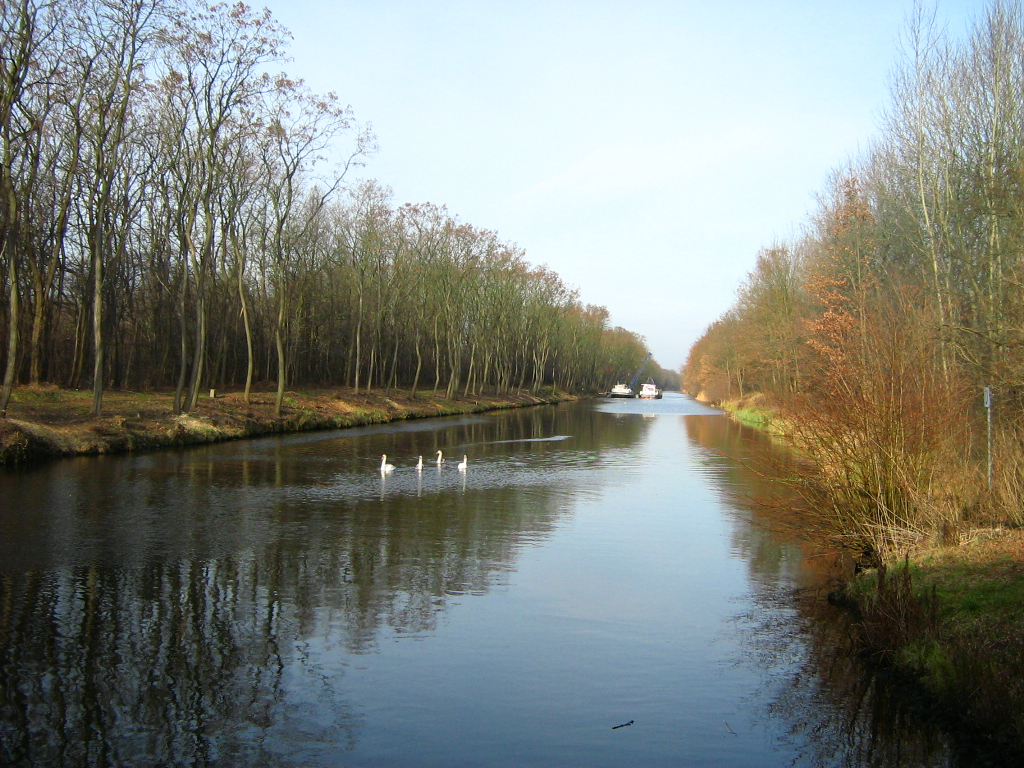
Het Oranienburger Kanaal
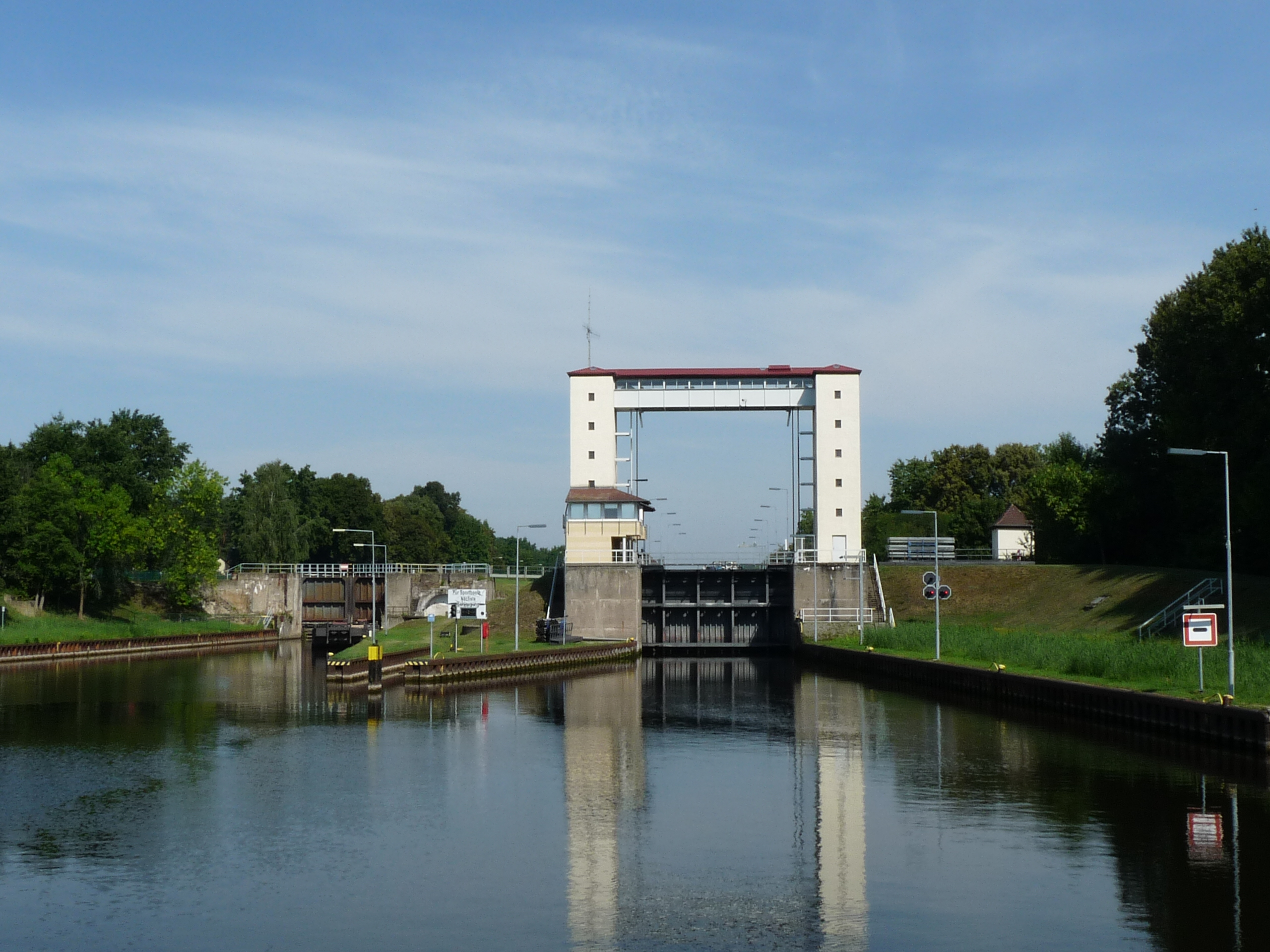
Grote sluis bij Lehnitz

Direct ten zuidwesten van de stad ligt Kreuz Oranienburg, waar de Autobahn A 10 (oost<>west), de Autobahn A 111 (zuidwaarts) en de om de stad heen lopende, vanwege de ongelijkvloerse kruisingen wat op een Autobahn gelijkende, Bundesstraße 96 (noordwaarts) elkaar kruisen. Dit knooppunt is officieel afrit 31 van de A10. Vanuit Oranienburg loopt ook de Bundesstraße 273 oostwaarts.
Aan de spoorlijn Berlijn - Stralsund of Berliner Nordbahn hebben Oranienburg zelf en het iets verder noordelijk gelegen Sachsenhausen stations. Station Oranienburg ligt direct ten westen van het stadscentrum, ruim 27 km ten noorden van het beginpunt van de lijn in Berlijn. Het belangrijke spoorwegknooppunt Oranienburg, waar ook enkele goederenspoorlijnen langs lopen, is het eindpunt van een lijn van de S-Bahn van Berlijn; zie: S1 (Berlijn). Ook Station Lehnitz, anderhalve kilometer zuidelijker, wordt door deze S-Bahn bediend. 
De rail-infrastructuur rondom Oranienburg heeft een gecompliceerde geschiedenis. In de DDR-periode (1949-1990) moesten veel in Oranienburg beginnende spoorlijnen worden verlegd, aangezien die deels door West-Berlijn en deels door Oost-Berlijn liepen. Na de Duitse hereniging (1990) werden veel van deze maatregelen weer ongedaan gemaakt.
Wensickendorf en Schmachtenhagen hebben allebei een klein station aan een lokaalspoorlijntje met de naam Heidekrautbahn. Zie: Spoorlijn Groß Schönebeck - Berlijn-Wilhelmsruh. In 2025 reden op dit lijntje ieder uur overdag treinen naar station Berlin-Karow v.v., echter doordeweeks slechts tot Wensickendorf. Een verdere uitbreiding van het reizigersverkeer is in studie.
De stad ligt aan een stelsel van waterwegen, waar de Havel evenals het direct ten westen van de stad langs lopende Oranienburer Kanaal deel van uitmaakt, en heeft een kleine binnenhaven aan het voor de regionale vrachtscheepvaart belangrijke Oder-Havel-Kanal. In dit kanaal ligt bij Oranienburg-Lehnitz een grote, in 1940 voltooide sluis. Deze sluis is mede gebouwd door dwangarbeiders uit concentratiekamp Sachsenhausen.

## Economie
In de gemeente zijn, hoewel deze sinds de Duitse hereniging van 1990 in aantal en omvang sterk zijn afgenomen, nog enige industriële bedrijven gevestigd. Ook zijn er enkele logistieke bedrijfsvestigingen aanwezig. Daaronder zijn:
- twee fabrieken van kunststoffolie: AWS, aan de B 273, ten oosten van het voormalige Kamp Sachsenhausen, en Orafol, ten noorden daarvan;
- een groot distributiecentrum van de supermarktketen Rewe, ten westen van de stad;
- een asfaltfabriek, naast dit distributiecentrum;
- een filiaal van het Japanse concern Takeda (farmaceutische industrie)
- vele als midden- en kleinbedrijf te beschouwen ondernemingen, waaronder twee kleine fabrieken, die grondstoffen voor autobanden recyclen en produceren. Vooral direct ten westen van de spoorlijn liggen diverse bedrijventerreinen.

Voor de economie van betekenis is ook het toerisme. Daaronder moet ook de toestroom van mensen worden begrepen, die de gedenkplaatsen van het voormalige Kamp Sachsenhausen bezoeken.
In de dienstensector is in de gemeente Oranienburg nog vermeldenswaardig:
- de politieacademie van de deelstaat Brandenburg;
- het plaatselijke ziekenhuis.

In de gemeente hebben zich, vooral vanaf circa 2010, steeds meer woonforensen gevestigd, die een werkkring te Berlijn hebben.

## Geschiedenis

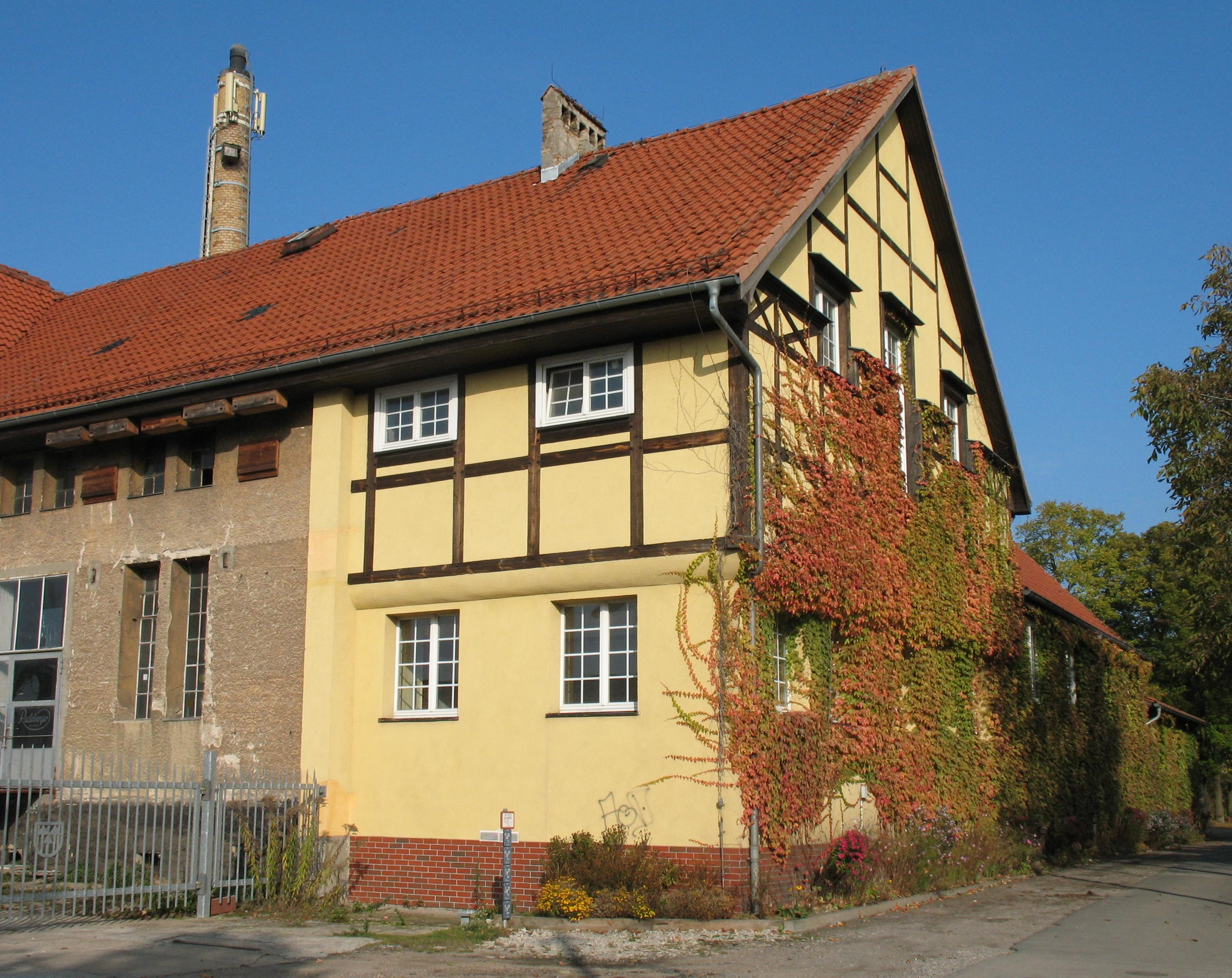
Gebouw Alte Mosterei in de wijk Eden
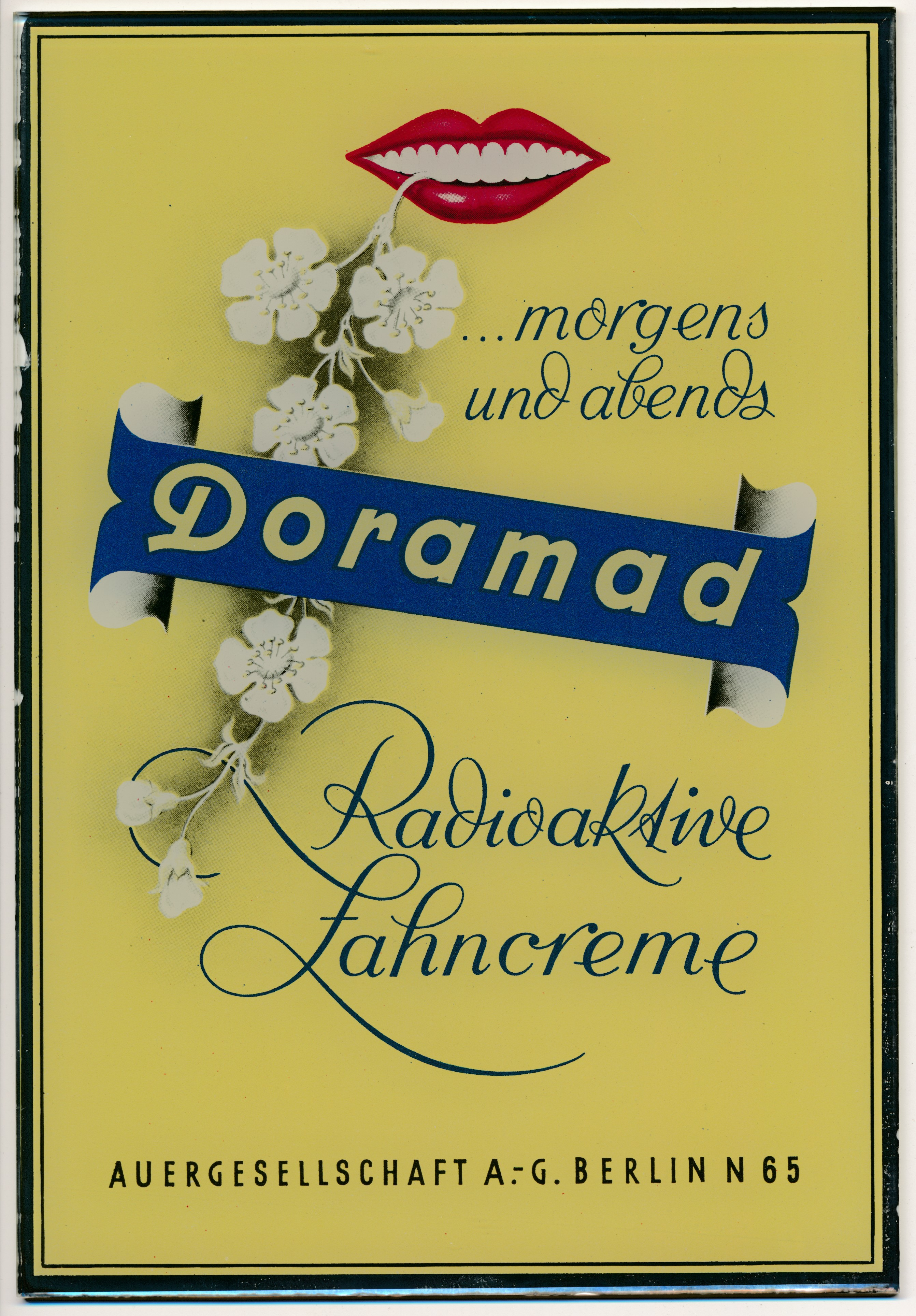
Reclame (ten tijde van Nazi-Duitsland) voor de radio-actieve tandpasta van de Auergesellschaft
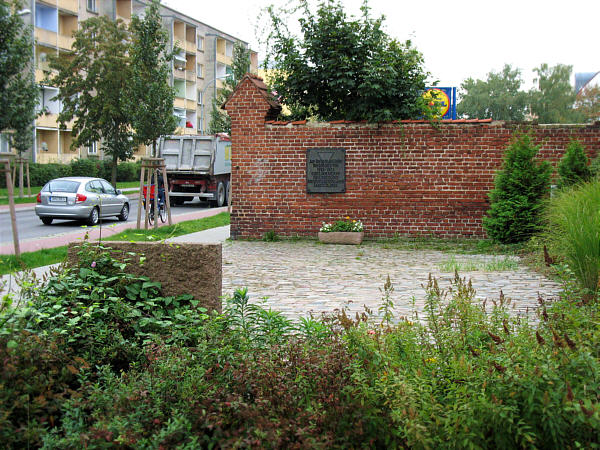
Gedenkplaats Kamp Oranienburg (1933-35)
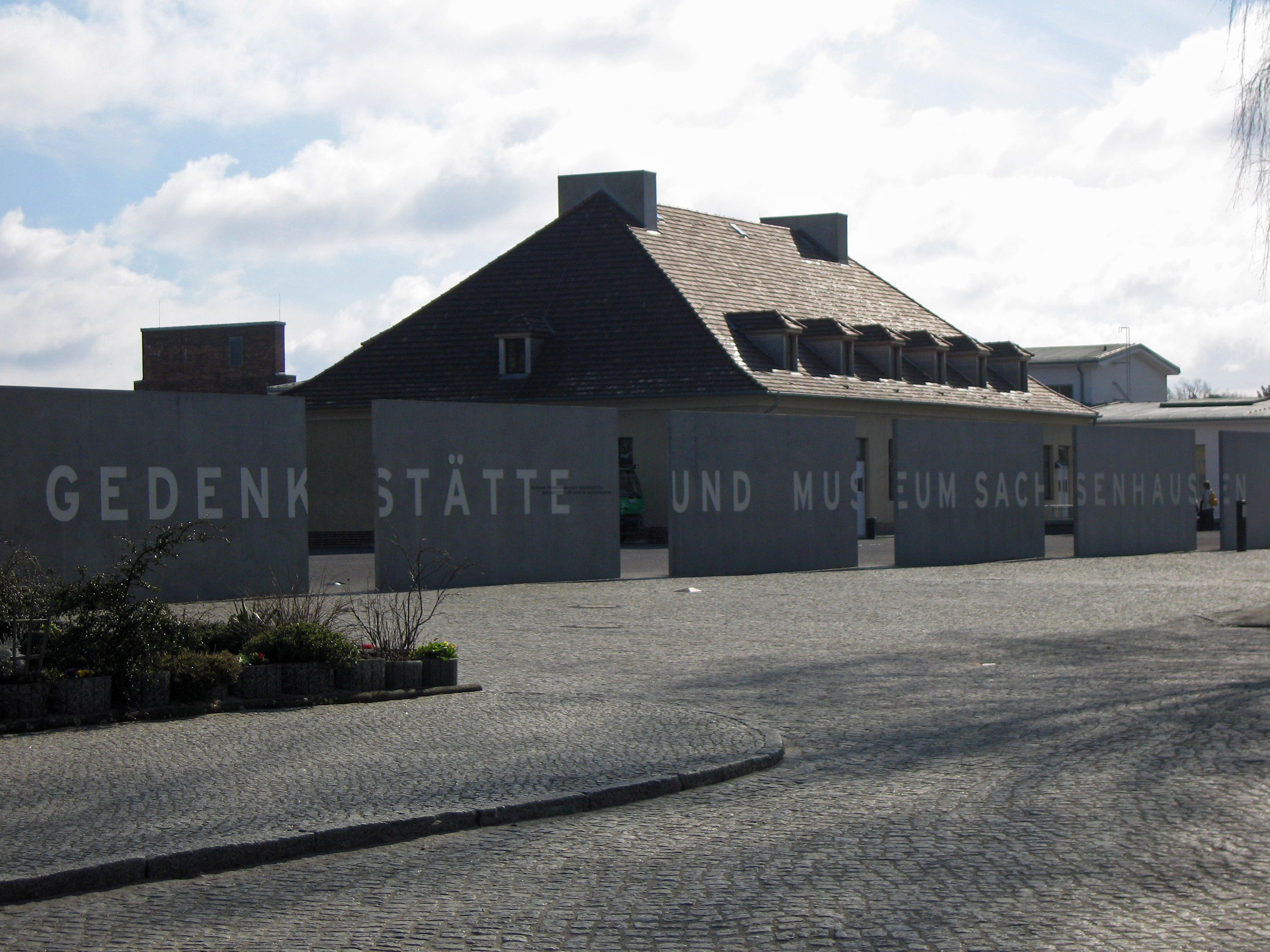
Ingang gedenkplaats en museum Kamp Sachsenhausen
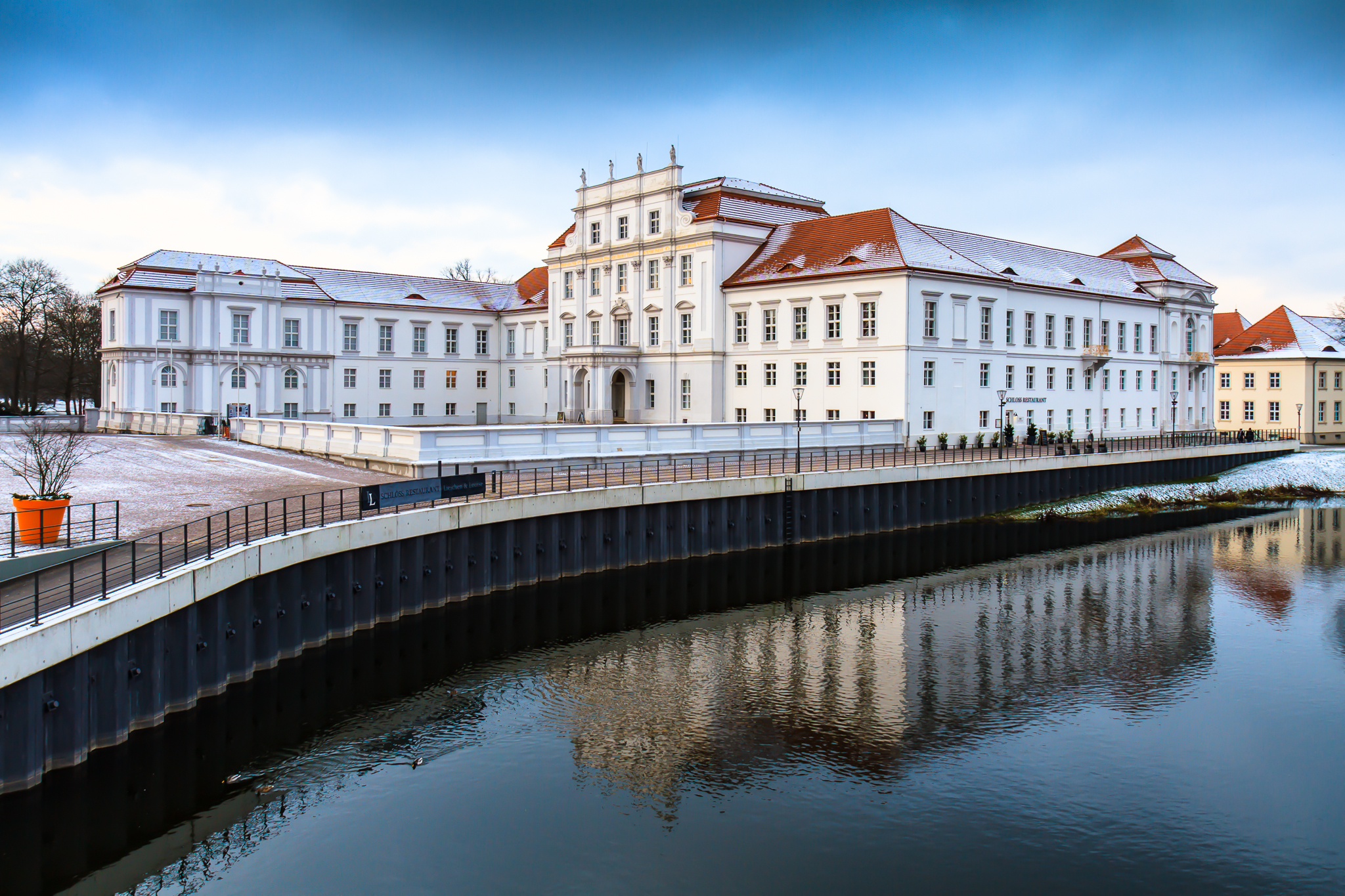
Het slot van Oranienburg
Logo van het bandenmerk van VEB Reifenkombinat
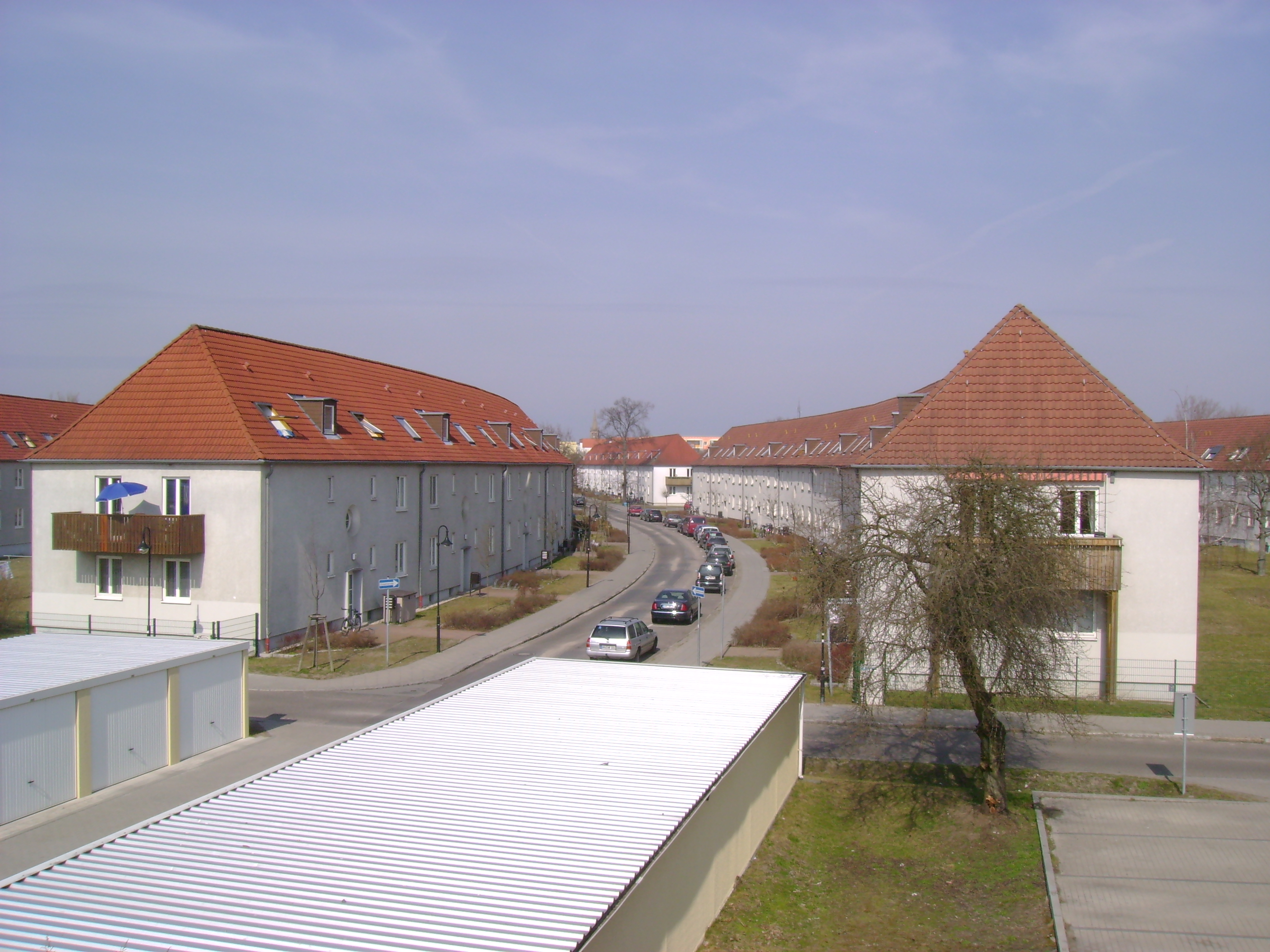
Woonwijk Witte Stad
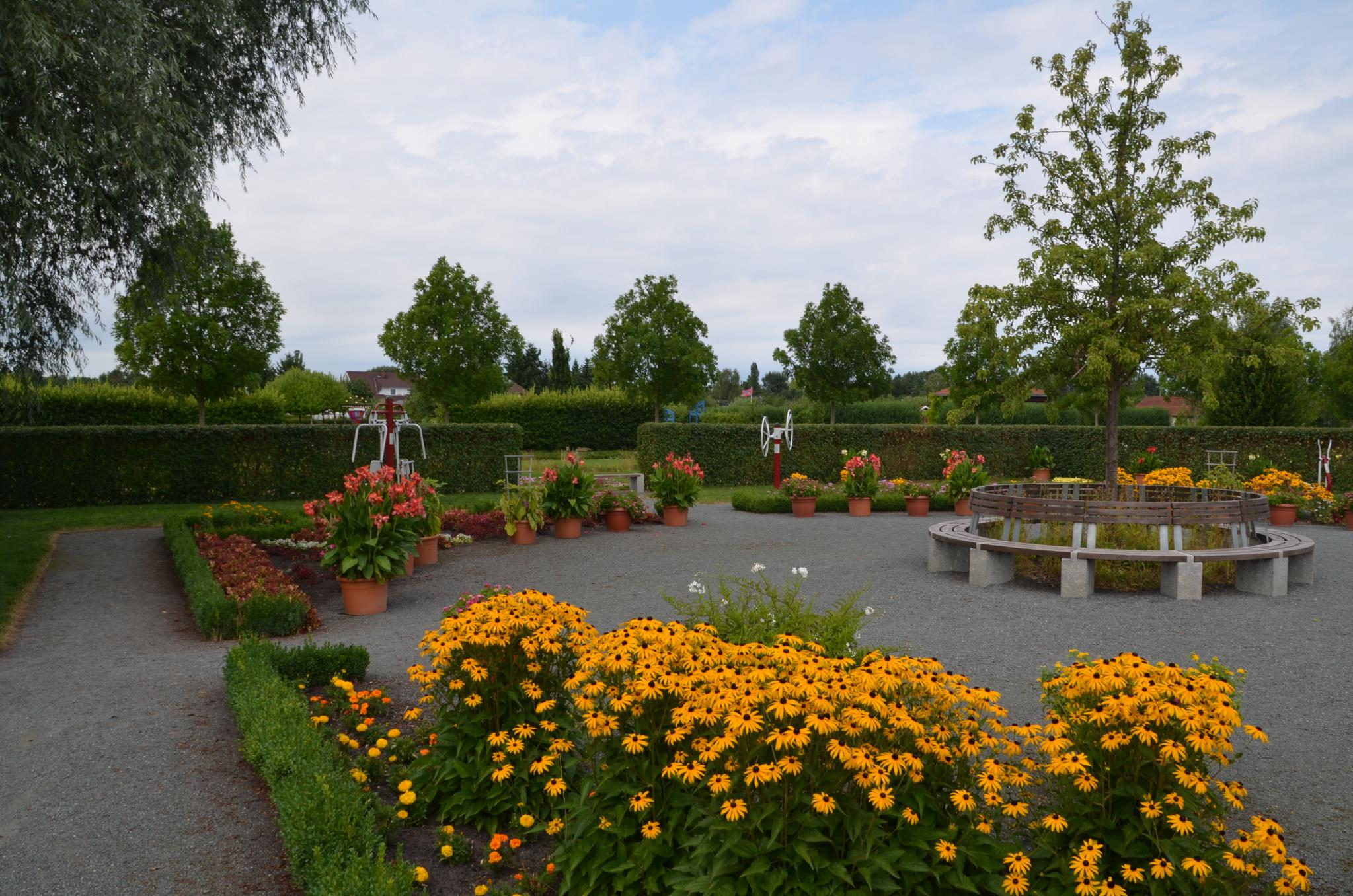
Oranienburg tijdens de Landesgartenschau 2009
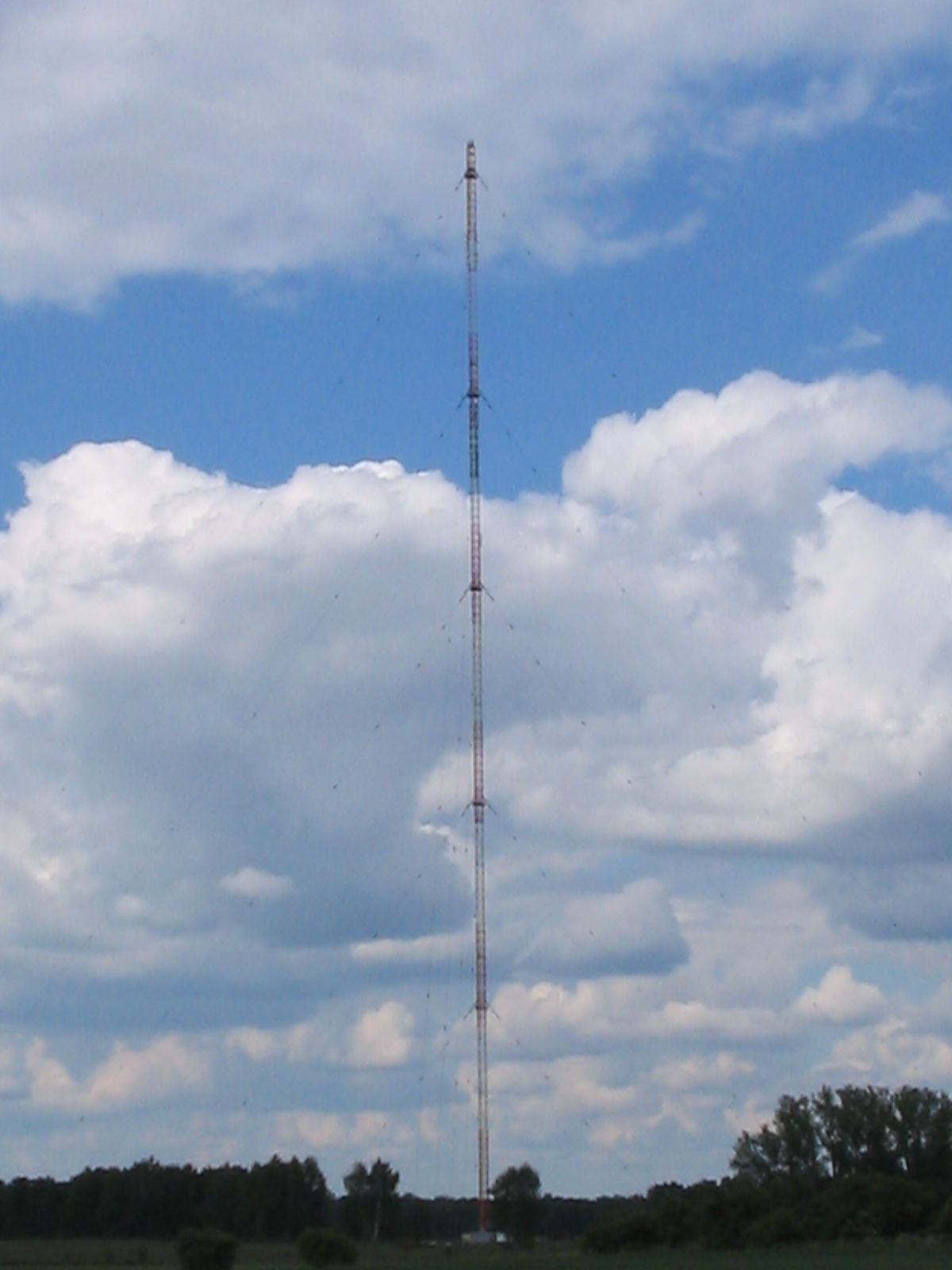
In 2017 verwijderde zendmast te Zehlendorf

Oranienburg is een stad 30 km ten noorden van Berlijn. De stad ontstond rond 1200 in plaats van een 8e- of 9e-eeuwse, Slavische nederzetting en heette aanvankelijk Bötzow. In de Dertigjarige Oorlog werd dit stadje verwoest. In 1652 liet Frederik Willem van Brandenburg voor zijn echtgenote Louise Henriëtte van Nassau de stad opnieuw aanleggen als Oranienburg en bouwde er ook het slot Oraniënburg en bracht zo het Hollands classicisme over naar Brandenburg. De kunstschilder Jan Lievens werkte er tussen 1653-1655 aan de decoratie van het slot. Koning Frederik I van Pruisen heeft Schloss Oranienburg enige keren als zomerresidentie gebruikt.
In 1877 werd Oranienburg op het spoorwegnet aangesloten, hetgeen de economische bedrijvigheid deed toenemen, maar in 1912 begon de bloei van Oranienburg als vestigingsplaats voor industrie pas echt. In dat jaar werd het Oder-Havelkanaal voor de scheepvaart geopend. Oranienburg heeft aan dat kanaal een binnenhaven. 
Van 1936 tot eind 2014 bestond in stadsdeel Zehlendorf een krachtige lange-golfradiozender. De laatste zendmast ervan werd in 2017 opgeblazen.
In de stad heeft Heinkel in de nazi-periode (1936-1945) een grote fabriek van gevechtsvliegtuigen gehad, met eigen personeelswoonwijk Weiße Stadt. Verder heeft de industriële onderneming Auergesellschaft van circa 1925 tot 1945 te Oranienburg een fabriek en een researchcentrum gehad. Dit bedrijf produceerde allerlei goederen, waar kleine hoeveelheden verbindingen van thorium en andere radioactieve stoffen in waren verwerkt. Vóór 1935 waren dit vrij onschuldige zaken, zoals gloeikousjes voor gasverlichting, fluorescentielampen (tl-buizen), gasmaskers en radioactieve tandpasta. Ten tijde van Adolf Hitlers Derde Rijk veranderde dat. De Auergesellschaft ging tijdens de Tweede Wereldoorlog een rol spelen in de Duitse plannen, om een kernwapen te ontwikkelen. Het bedrijf kon vanaf 1938 aan uranium uit Jáchymov komen, en via bestaande relaties in Noorwegen niet alleen aan thorium, maar ook zwaar water. Hiermee werden grondstoffen voor kernsplijtings-proeven verkregen. De Auergesellschaft kon ook beschikken over honderden gevangenen uit Kamp Sachsenhausen, dat er dichtbij lag. Toen de Geallieerden er in 1945 achter gekomen waren, wat hier voor gevaarlijk wapen ontwikkeld werd, voerden zij op 15 maart van dat jaar een uitzonderlijk zwaar luchtbombardement op deze beide fabriekscomplexen en hun omgeving uit. De Amerikanen wierpen ook tijdbommen met chemische ontstekingsmechanisme af, wat het blussen van de ontstane branden bemoeilijkte. De fabriek, alsmede de voorraad licht radioactieve stoffen, werd verwoest, en er vielen bij het bombardement mogelijk circa tweeduizend dodelijke slachtoffers, van wie de helft gevangenen. Tot op de huidige dag is op en rondom de voormalige bedrijfslocatie de hoeveelheid ioniserende straling, gemeten in de eenheid microsievert, tot 170 maal hoger dan normaal. Ook geldt Oranienburg als een van de plaatsen met een sterk verhoogd risico, bij graafwerkzaamheden te stuiten op blindgangers uit de Tweede Wereldoorlog. Bovendien bestaat er de kwade kans, dat de gevaarlijke inhoud van deze, sedert circa 2010 langzaam wegroestende, projectielen ontsnapt. De gemeente Oranienburg beschikt dan ook, als een van de weinige in West-Europa, over een klein team van deskundigen op het gebied van explosieven-ruiming.
Een andere zware industrie, een ijzergieterij, bestond van 1912 tot 1990, toen dit bedrijf na de Duitse hereniging werd gesloten. Van 23-26 april 1945, aan het eind van de Tweede Wereldoorlog werd Oranienburg, na nog korte, maar zware gevechten bij Germendorf, veroverd door het Sovjet-Russische leger. 
Toen Oranienburg van 1949 tot 1990 in de DDR lag, diende de wijk Weiße Stadt als kazerne. Na 1994 werd het weer een woonwijk. In de DDR-tijd stond er in Oranienburg, van 1969-1990, een grote fabriek van VEB Reifenkombinat Fürstenwalde, die autobanden produceerde.
De Eden Gemeinnützige Obstbau-Siedlung eG, kortweg Eden, werd op 28 mei 1893 door 18 Berlijnse vegetariërs als eerste vegetarische nederzetting van Duitsland gesticht. Oprichter en eerste directeur was een zekere Bruno Wilhelmi. Er werd onder andere coöperatief fruit geteeld en verwerkt, ten nutte van het algemeen. De oprichters hiervan kunnen tot de reformbeweging worden gerekend. Eén van de belangrijkste bewoners was de econoom Silvio Gesell. Na plm. 1916 raakte de beweging achter de Eden-Gesellschaft verwikkeld in völkische, antisemitische opvattingen en werd daarom in Nazi-Duitsland gedoogd. De Engelse pianist en componist Karl Klindworth heeft er met zijn geadopteerde dochter, de latere Winifred Wagner, rond 1907 ook enige jaren gewoond. Na de Tweede Wereldoorlog werd Eden, in de DDR, een socialistische fruitteelt-coöperatie, die ook producten onder de merknaam Eden aan westerse reformwinkels leverde. Deze merknaam (met bijbehorende rechten) werd omstreeks 1990 aan een andere onderneming verkocht. Nog altijd is Eden een woonwijk aan de B 273, ten westen van de stad Oranienburg. 
De naam Oranienburg kreeg een wrange bijsmaak omdat hier in 1933 een van de eerste concentratiekampen gebouwd werd; kamp Oranienburg. Het kamp werd in 1934 opgeheven. In 1935 werd meer noordelijk, in de wijk Sachsenhausen een nieuw concentratiekamp gebouwd. Dit kamp is over de hele wereld bekend als Sachsenhausen.
Het kamp is na de verovering in 1945 door het Sovjet-Russische leger onder het communistische DDR-regime nog tot 1950 als Speziallager blijven voortbestaan. 
In 2009 was Oranienburg de locatie voor het, op de voormalige Floriade in Nederland lijkende, evenement Landesgartenschau van de deelstaat Brandenburg. Dit was aanleiding, om de stad in hoog tempo en ingrijpend te verfraaien. Rondom het Slot werden tuinen (her-)aangelegd, een woonblok maakte ook plaats voor een plantsoen, en ook elders werden in de ogen van het gemeentebestuur lelijke plekken veranderd in openbaar groen.

## Bezienswaardigheden e.d.
- De gedenkplaatsen en oorlogsmusea van het voormalige Kamp Sachsenhausen, op en om het uitgestrekte, driehoekige terrein ervan, staan ten noordoosten van de stad, bij stadsdeel Sachsenhausen.
- Het Kasteel Oranienburg, dat tevens de zetel van het gemeentebestuur is, aan de westkant van de stad, aan de Havel, en bijna één kilometer ten westen van het station, huisvest o.a. een museum. In dit museum is, naast schilderijen van o.a. Van Dijck[7], een waardevolle porseleincollectie aanwezig. Het kasteel, dat in het begin van de 19e eeuw een chemische fabriek huisvestte, in de nazi-tijd een kazerne van de SS, en in de DDR-tijd een politieschool en een kazerne van de NVA, is omgeven door een groot park in barokstijl. Dit park was erg verwaarloosd en is in 2009 gerestaureerd.
- Rondom de stad liggen enige fraaie bossen en meren. Het meer Lehnitzsee, aan de oostkant van Oranienburg, is een geliefd doel voor liefhebbers van strandvermaak en watersportrecreatie. Er is een als waterspeeltuin ingerichte toren en een jachthaven aanwezig.
- Enkele tot de gemeente behorende dorpen hebben een oude, kunst- of cultuurhistorisch interessante, evangelisch-lutherse dorpskerk.

## Partnergemeenten
Oranienburg onderhoudt jumelages met:
- Bagnolet, Frankrijk, sederit 1964
- Mělník, Tsjechië, sedert 1974
- Hamm, Noordrijn-Westfalen, sedert 1990
- Vught, Nederland, sedert 2000
- Friedrichsthal (Saarland), sedert 2003 (in 1991 uitgegaan van Friedrichsthal, dat toen nog een zelfstandige gemeente was)
- Kfar Jona, Hebreeuws: כְּפַר יוֹנָה, District Centrum, Israël, sedert 2021.

## Afbeeldingen

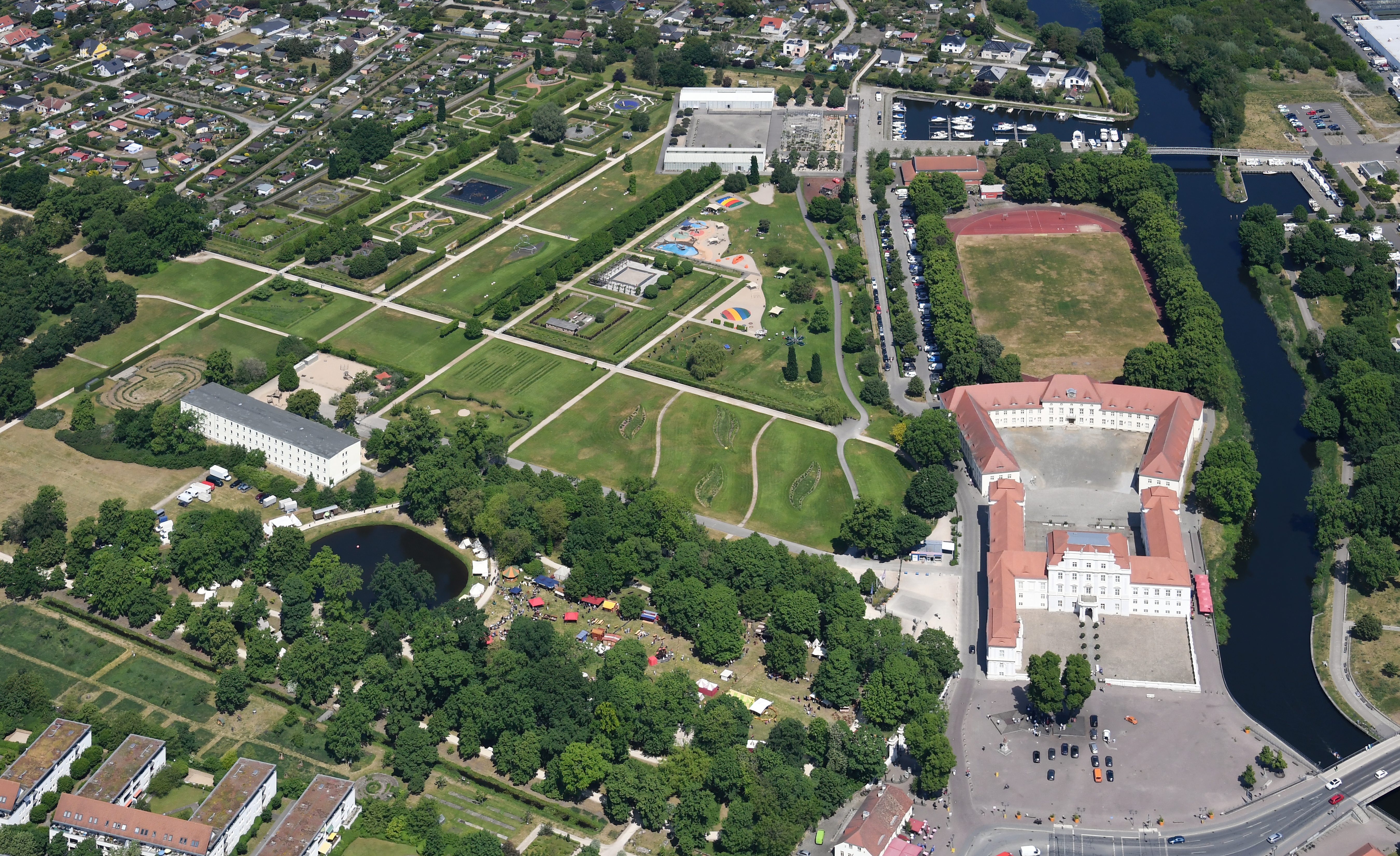
Kasteel en park Oranienburg, na de LGS van 2009
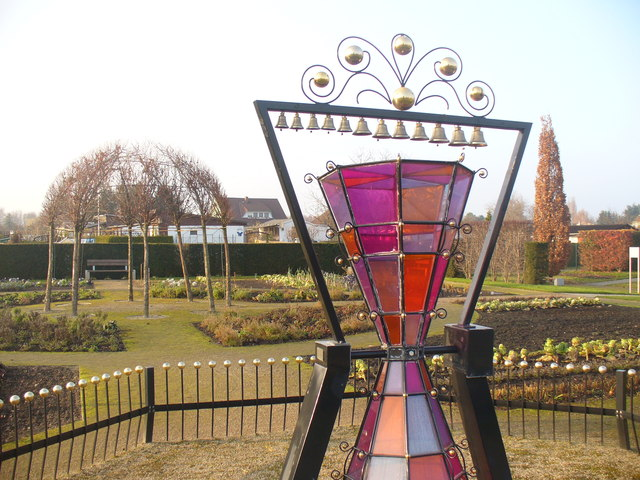
Kunstwerk in dit kasteelpark
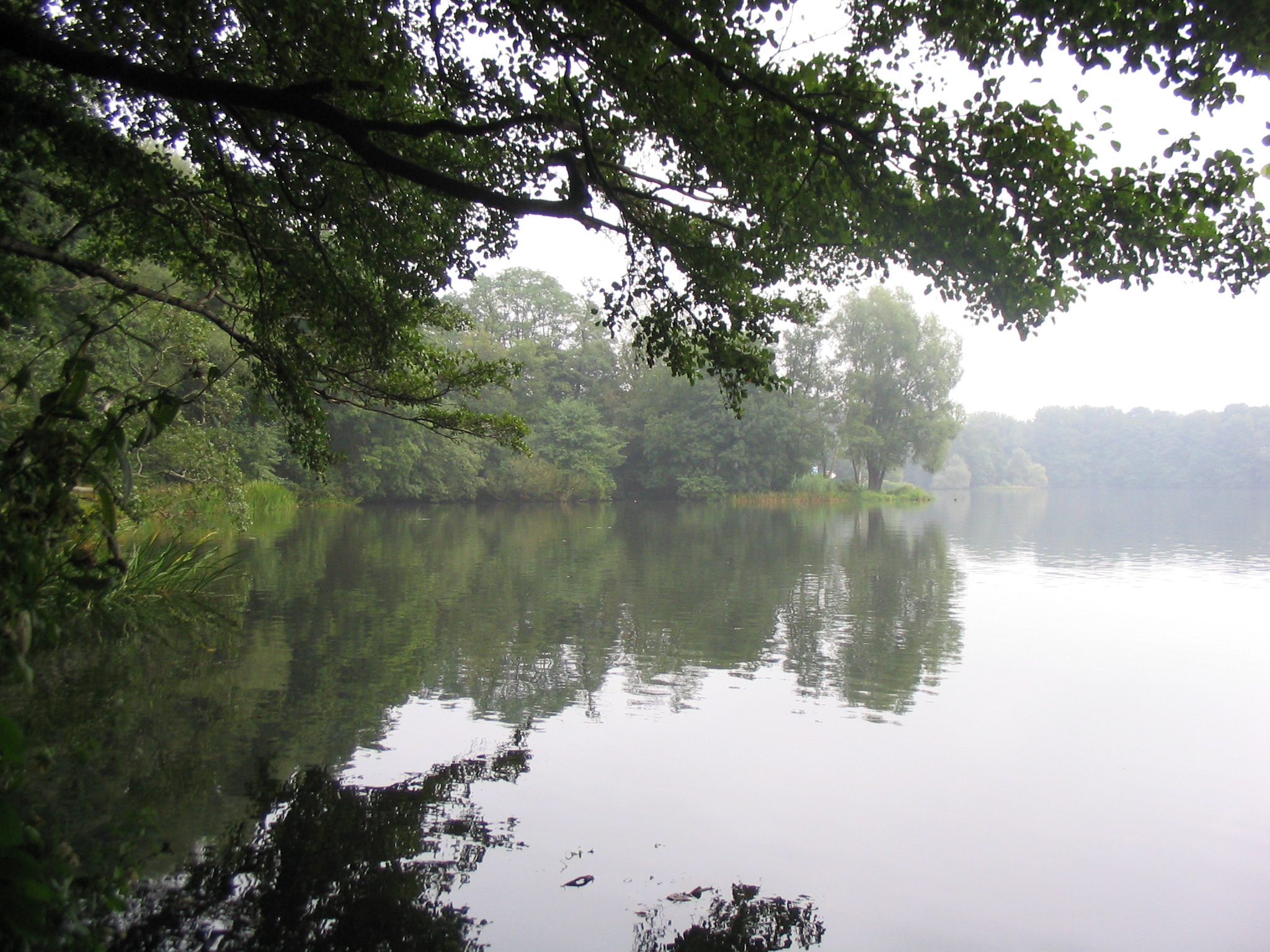
Het meer Lehnitzsee
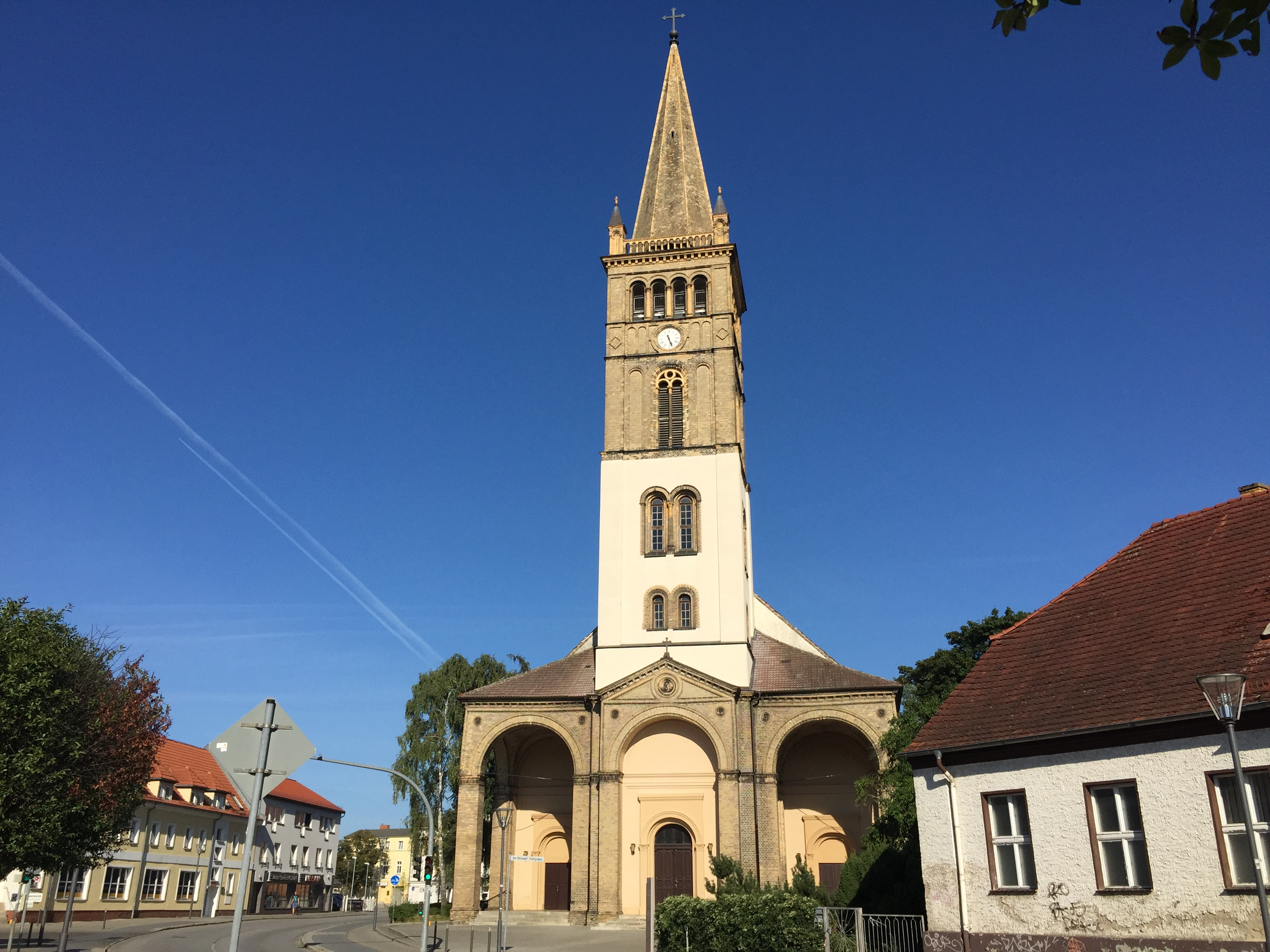
Evang.-lutherse Sint-Nicolaaskerk
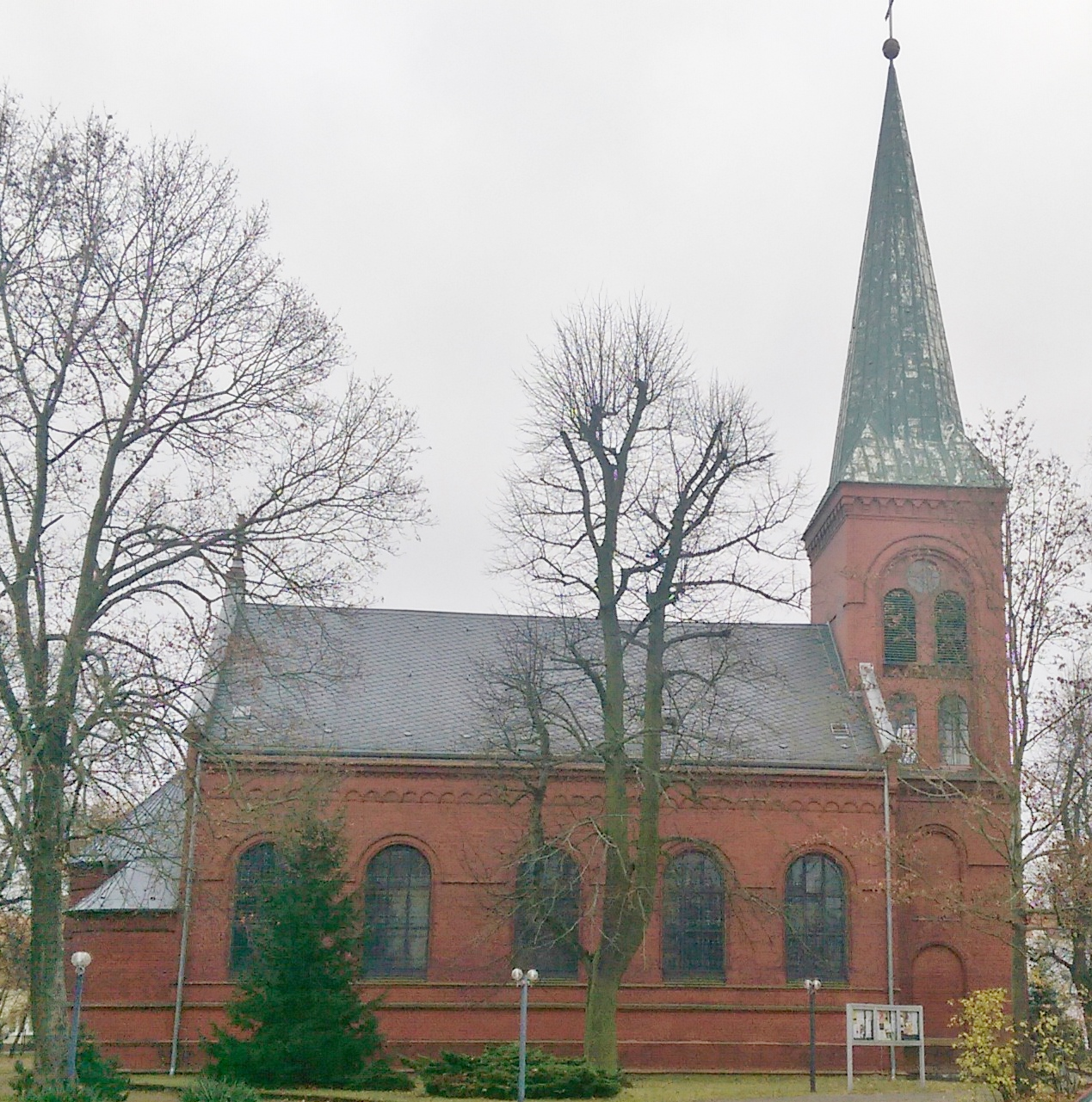
R.K. Herz-Jesu-Kirche (Heilig-Hartkerk, bouwjaar 1895)
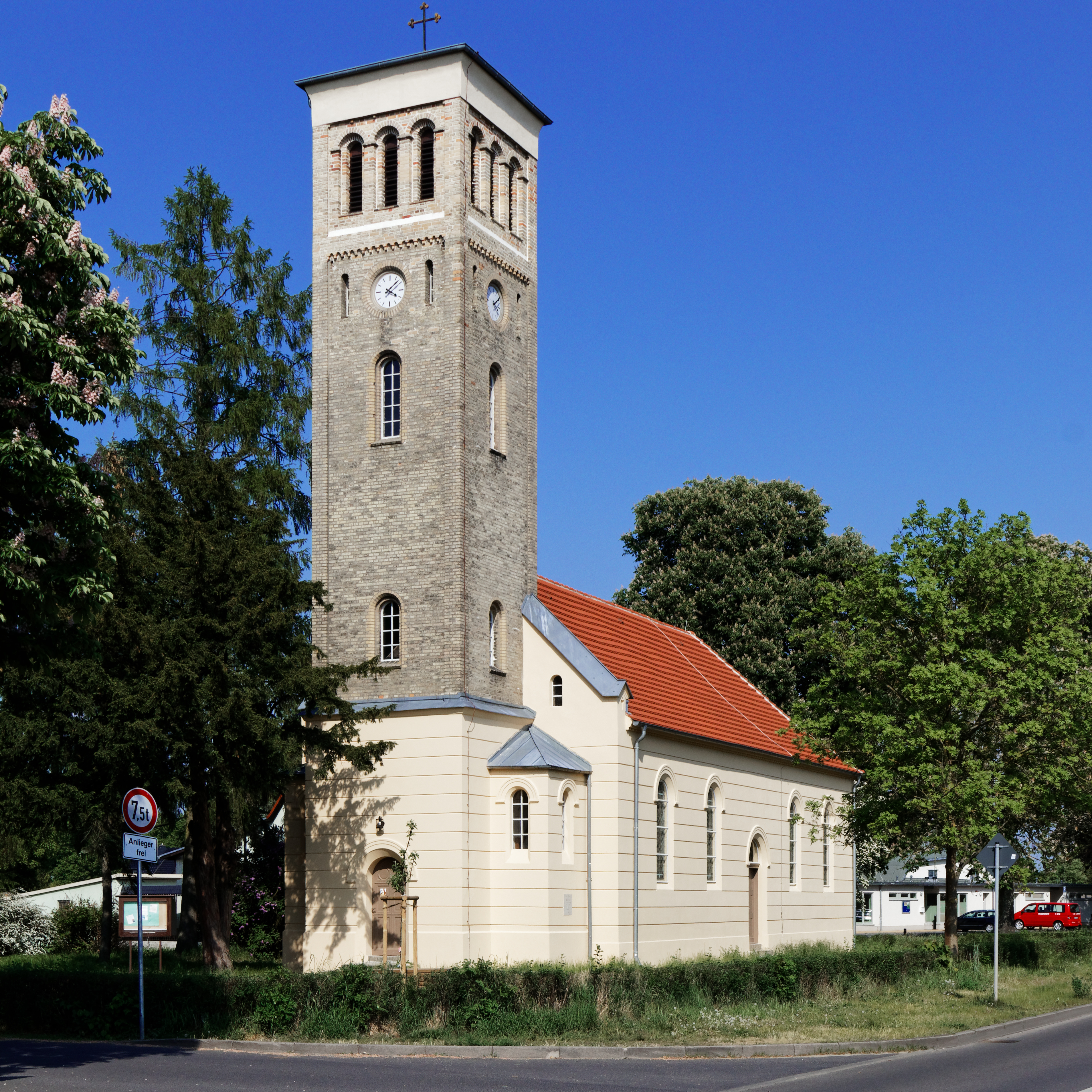
Kerk te Germendorf (1739)
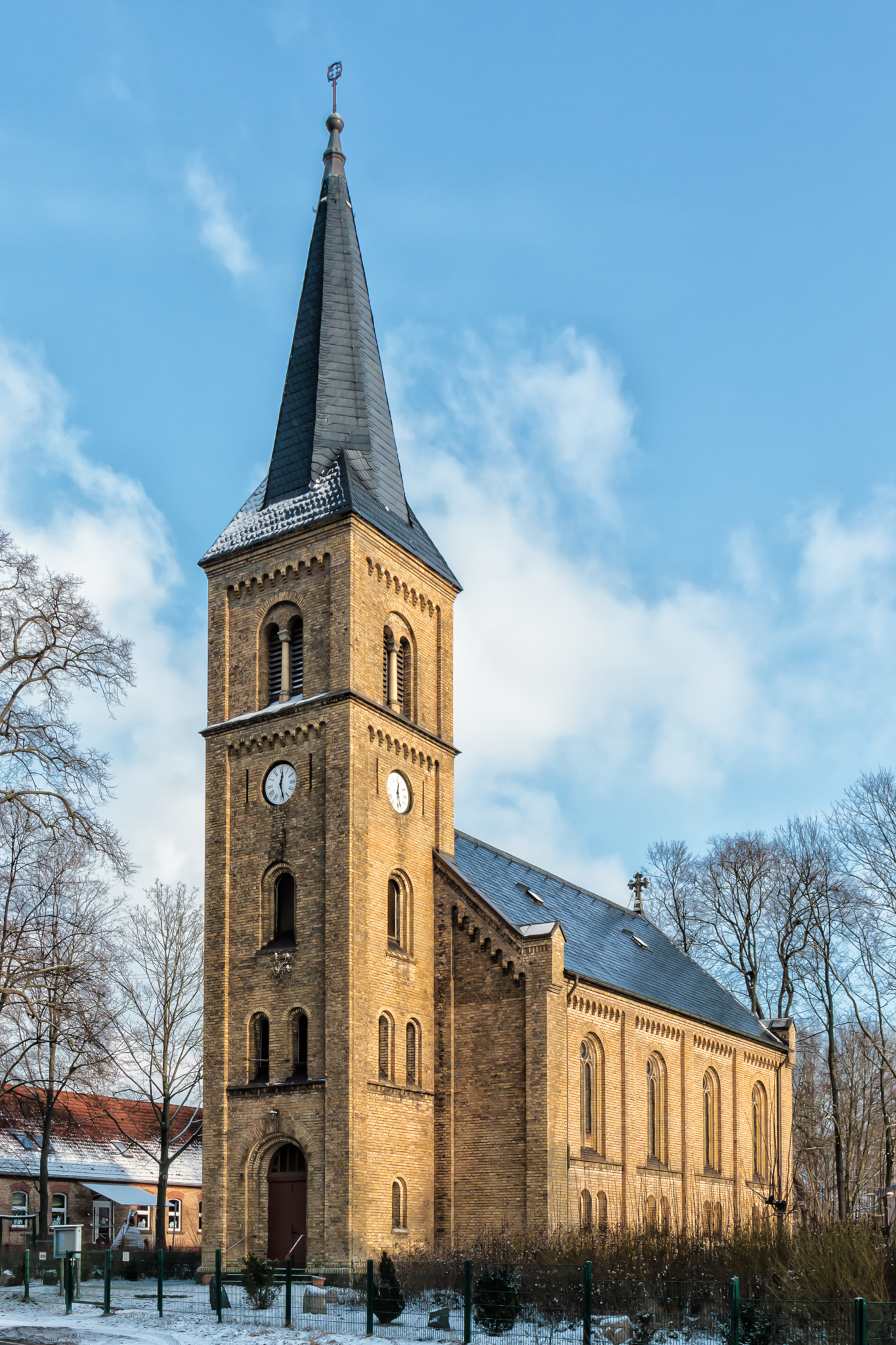
Kerk te Schmachtenhagen (1875)
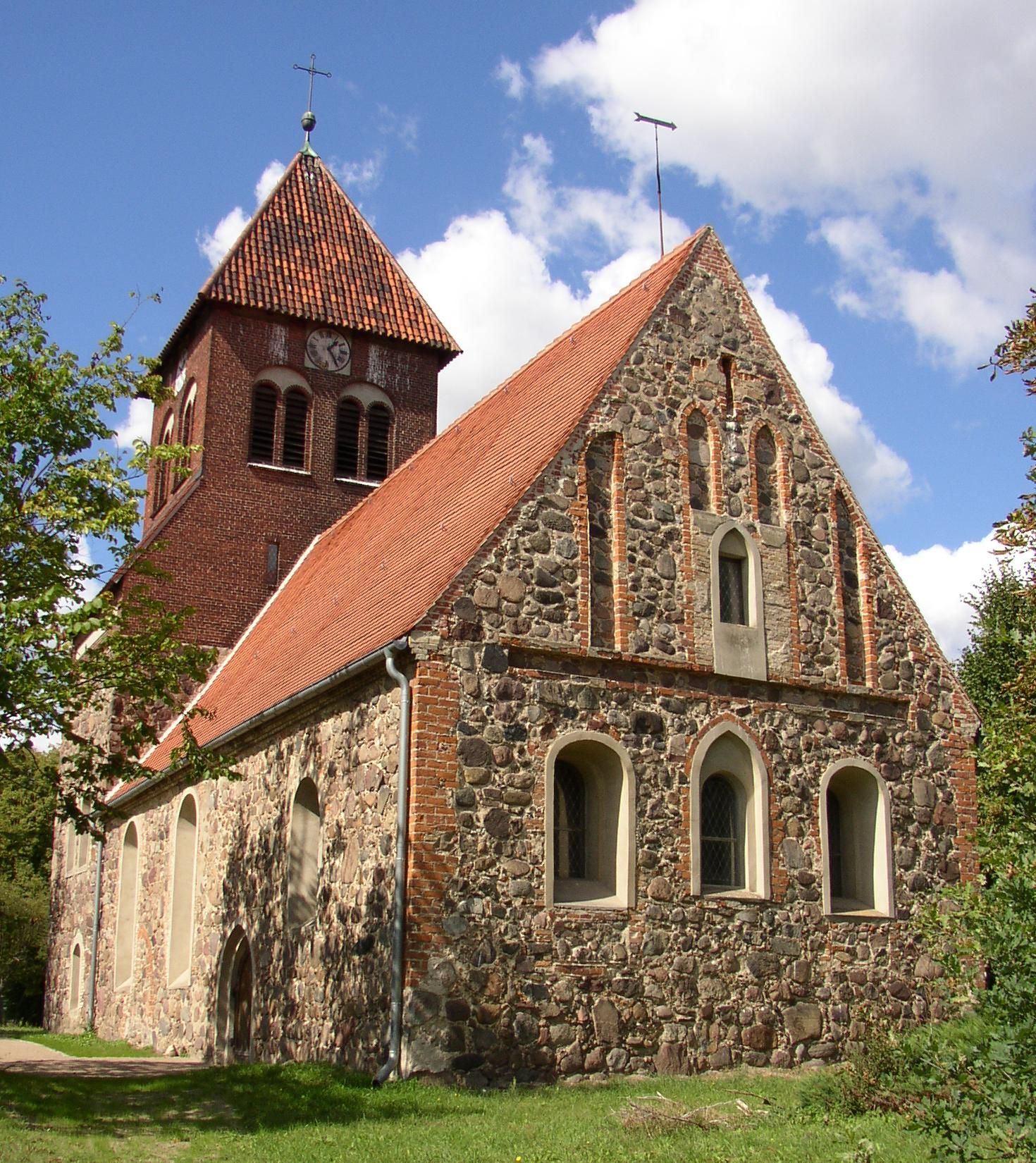
Kerk te Wensickendorf (15e eeuw)
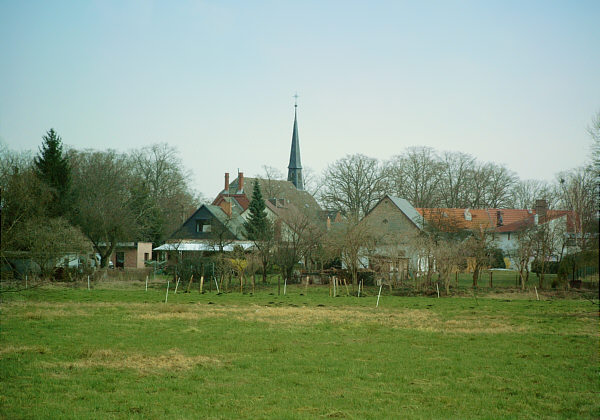
Het 2000 inwoners tellende dorp Friedrichsthal
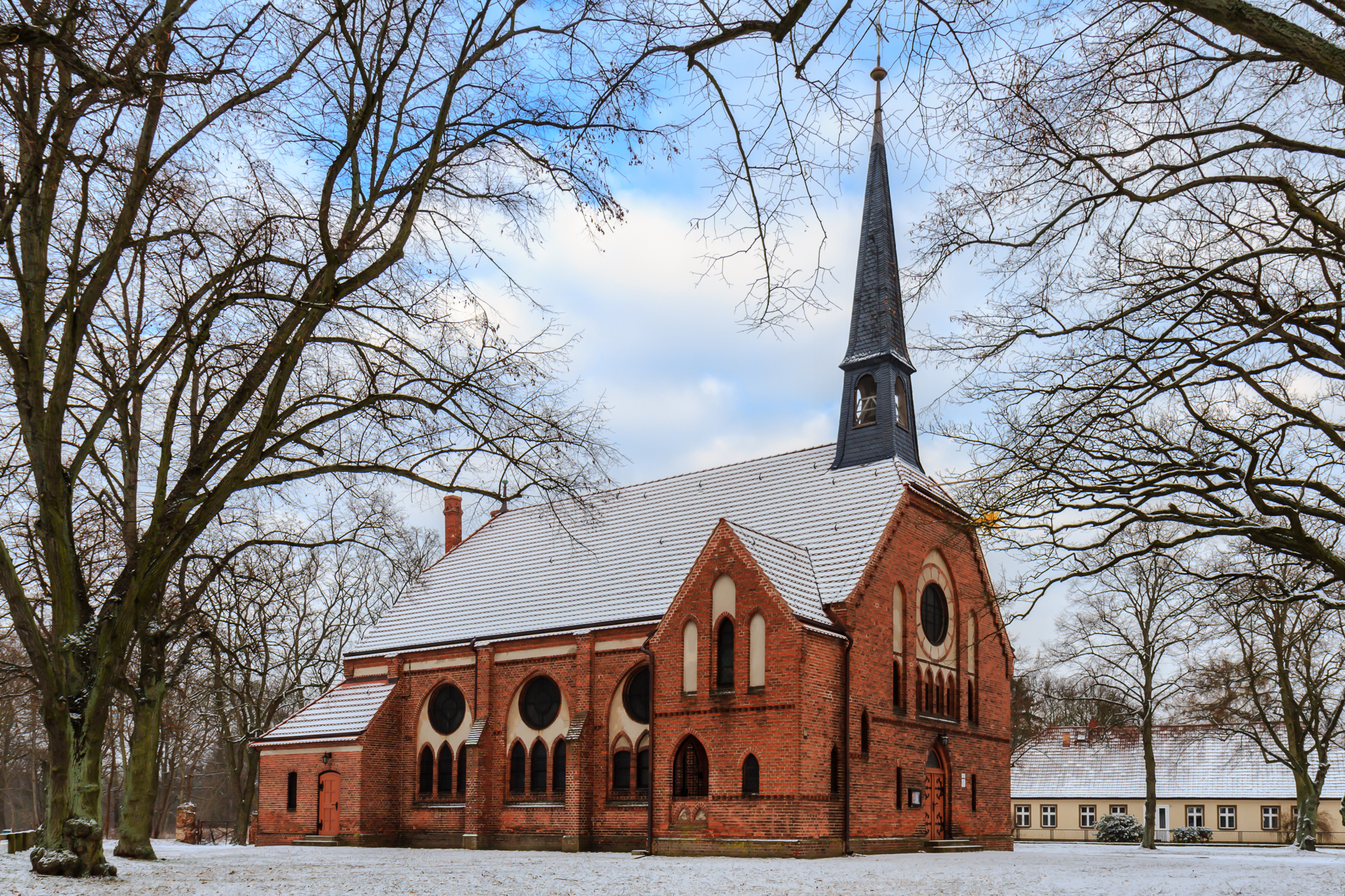
Evang.-lutherse kerk (1897) in dit dorp

## Belangrijke personen in relatie tot de gemeente
Personen, die betrokken zijn geweest bij het voormalige Kamp Sachsenhausen, zoals kampcommandanten en -bewakers, of mensen, die daar gedwongen hebben moeten verblijven, al dan niet met hun dood als gevolg, zijn in het algemeen niet in deze lijst opgenomen.

### Geboren in de gemeente Oranienburg
- Friedrich Ludwig Dulon (14 augustus 1769 in Oranienburg - 7 juli 1826 in Würzburg) , in geheel Europa beroemd, blind, virtuoos fluitist en componist
- Wilhelm Ernst Groß (geb. op 12 januari 1883 in Schlawe, Achter-Pommeren (tegenwoordig Sławno (stad) in Polen); overl. op 9 februari 1974 in Oranienburg-Eden, waar hij in 1921 in een zelf gebouwd atelier was gaan wonen), evangelisch-luthers predikant en veelzijdig beeldend kunstenaar, vooral maker van houten sculpturen[8] en grafiek met een religieus onderwerp. Hij was van deels joodse afkomst, en een tegenstander van zowel het nazisme als later van het DDR-communisme. Werk van hem is te zien in het museum in Schloss Oranienburg. In Oranienburg-Eden is een straat naar hem genoemd.
- Walther Bothe (1891-1957), natuur-, wis-, scheikundige en Nobelprijswinnaar (1954)
- Eta (Margarete) Harich-Schneider (geboren Schneider; geboren op 16 november 1894, overleden te Wenen in 1986), beroemd klaveciniste, muziekwetenschapper en japanologe, in 1940 voor de nazi's uitgeweken naar Japan, ook bekend als schrijfster van een in verschillende opzichten interessante autobiografie.
- Carl Gustav Hempel (1905-1997), wetenschapsfilosoof, groeide op in de Eden-Gesellschaft bij Oranienburg
- W. Michael Blumenthal[9] (3 januari 1926), Amerikaans politicus, bankier en zakenman van Duits-Joodse afkomst. Hij was van 1977 tot 1979 minister van Financiën onder Jimmy Carter, en van 1997 tot 2014 directeur van het Joods Museum Berlijn. Ereburger van Oranienburg en Berlijn.
- Bernd Eichwurzel (1964), roeier
- Alexander Walke (1983), voetballer

### Overigen

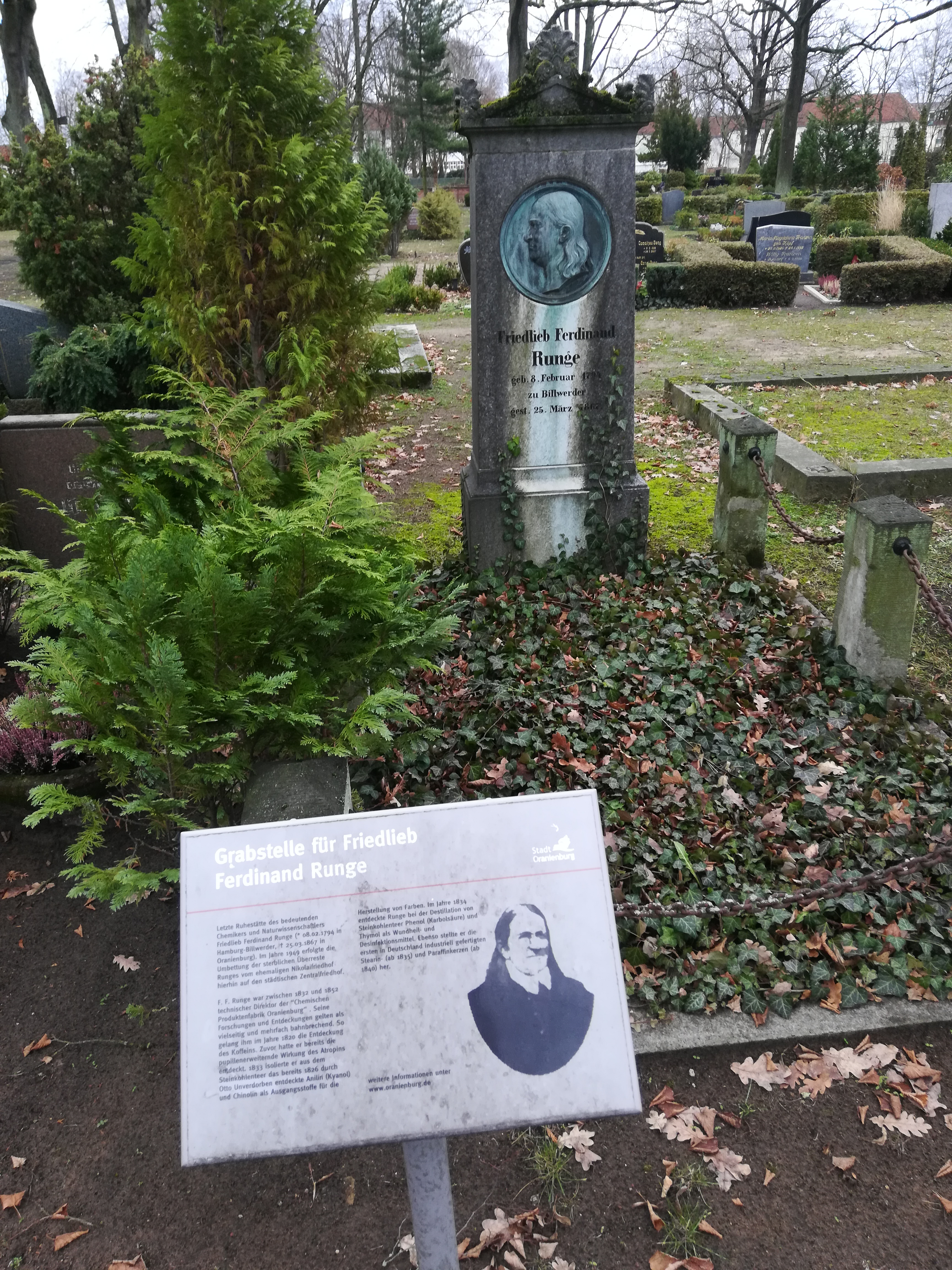
Graf te Oranienburg van de beroemde chemicus F.F. Runge

- August Willem, (Berliner Stadtschloss, 9 augustus 1722 — Slot Oranienburg, 12 juni 1758), Prins van Pruisen
- Friedlieb Ferdinand Runge (geboren op 8 februari 1794 in Hamburg-Billwerder; overleden op 25 maart 1867 in Oranienburg), vooraanstaand scheikundige en uitvinder; naar hem is in Oranienburg een gymnasium genoemd.
- Silvio Gesell (geboren op 17 maart 1862 in Sankt Vith; overl. op 11 maart 1930 in de Obstbau-Genossenschaft Eden bij Oranienburg), Duits-Argentijns zakenman en ontwikkelaar van een monetaire en economische theorie met de naam Freiwirtschaftslehre. Zijn opvattingen waren ten dele antisemitisch, daar hij een tegenstander van het fenomeen interest was, en dat, overeenkomstig de tijdgeest van omstreeks 1910, koppelde aan een vermeend inhalig jodendom. Gesells theorieën, zonder het antisemitisme, doen sinds de opkomst van de cryptovaluta begin 21e eeuw weer opgeld.